# Marion Creek (Middle Fork Koyukuk River)
Der Marion Creek ist ein etwa 29 Kilometer langer linker Nebenfluss des Middle Fork Koyukuk River im zentralen Norden des US-Bundesstaats Alaska. Der Flussname tauchte erstmals auf einer Landkarte aus dem Jahr 1899 von T. G. Gerdine vom U.S. Geological Survey (USGS) auf.

## Flusslauf
Der Marion Creek hat seinen Ursprung im äußersten Südwesten der Endicott Mountains, ein Teilgebirge der Brookskette. Das Quellgebiet liegt etwa auf einer Höhe von 1250 m. Der Marion Creek fließt in überwiegend westsüdwestlicher Richtung durch das Bergland. Die Mündung des Marion Creek in den Middle Fork Koyukuk River befindet sich 7,5 km nördlich der Siedlung Coldfoot auf einer Höhe von 331 m. Der Dalton Highway überquert den Marion Creek etwa 830 m oberhalb der Mündung. Die Trans-Alaska-Pipeline kreuzt den Flusslauf 470 m oberhalb der Mündung. Der Marion Creek entwässert ein etwa 128 km² großes Areal am Südrand der Brookskette. Am Dalton Highway unweit vom Südufer des Marion Creek befindet sich der staatliche Campingplatz „Marion Creek Campground“.

## Flussfauna
Im Marion Creek kommen die Arktische Äsche und die kleinwüchsige Form der Dolly-Varden-Forelle vor.